# Hesperu Ceras
Nelle opere geografiche classiche con il termine Hesperu Ceras si indica probabilmente l'estremità occidentale del continente africano identificabile con Cap-Vert. 

## Nelle opere geografiche
Si incontra per la prima volta nella Naturalis Historia di Plinio il Vecchio, nel VI libro, durante la descrizione delle isole atlantiche, ponendolo a due giorni di navigazione dalle Isole Gorgadi (Capo Verde).